# Lato (beatmaker)
Lato, pseudonimo di Nicola Latini (Senigallia, 2 dicembre 1976), è un disc jockey e beatmaker italiano.

## Biografia
Nella metà degli anni novanta, Lato fonda insieme al rapper Fabri Fibra il gruppo Uomini di Mare. Fin dagli inizi si inizia a sentire il suo notevole talento nonostante i mezzi per la produzione di beat siano davvero limitati.
Insieme agli Uomini di Mare pubblica un demo nel 1996 intitolato Dei di mare quest'el gruv da dove si inizia a sentire un suono unico per il panorama rap italiano. Nel 1997 agli Uomini di Mare si aggiunge il rapper Shezan Il Ragio e la formazione cambia nome in Qustodi del tempo, pubblicando nello stesso anno il demo Rapimento dal vulpla.
Nel 1999 viene pubblicato l'album di debutto degli Uomini di Mare, intitolato Sindrome di fine millennio. Al disco hanno collaborato importanti artisti della scena rap italiana come Esa, Inoki, Joe Cassano, Nesly Rice e lo stesso Shezan Il Ragio. A partire dagli anni duemila, gli Uomini di Mare hanno una battuta di arresto: ciò ha portato Lato alla produzione per altri artisti quali Marya e Gente Guasta, mentre Fabri Fibra ha intrapreso la carriera solista, pubblicando nel 2002 Turbe giovanili. Nel 2004, Lato torna a collaborare con Fabri Fibra e insieme realizzano l'ultima pubblicazione degli Uomini di Mare, ovvero l'EP Lato & Fabri Fibra.
Nel 2011 Lato pubblica sotto lo pseudonimo di Latootal l'album Loopmannaro Breaks#1, il quale contiene una raccolta delle strumentali prodotte per altri rapper tra il 2004 e il 2011. Tutte le sue produzioni sono state effettuate nello Studio 114.
Nel 2014 viene pubblicato Poltergeist, album realizzato insieme al rapper El Presidente. Il disco è stato pubblicato limitatamente per il download gratuito e successivamente è stato reso disponibile anche nel formato fisico.
Nel 2015 Lato ritorna con i Qustodi del Tempo, con i quali pubblica il videoclip del brano Il Kraqen, uscito il 25 gennaio 2016. A esso hanno fatto seguito quelli dei brani Per sempre e Brucio lentamente feat. Giada Simone, pubblicati rispettivamente il 3 febbraio e il 5 giugno 2016.

## Discografia

### Da solista
- 2011 – Loopmannaro Breaks#1 (pubblicato come Latootal)
- 2014 – Poltergeist (con El Presidente)

### Con gli Uomini di Mare
- 1996 – Dei di mare quest'el gruv (demo)
- 1999 – Sindrome di fine millennio
- 2000 – Sindrome di fine millennio (EP)
- 2004 – Lato & Fabri Fibra (EP)

### Con i Qustodi del tempo
- 1997 – Rapimento dal vulpla (demo)

### Con i Piante Grasse
- 2001 – Cactus

### Con le Teste Mobili
- 2001 – Dinamite Mixtape